# الکساندرو گاتسکان
الکساندرو گاتسکان (انگلیسی: Alexandru Gațcan؛ زادهٔ ۲۷ مارس ۱۹۸۴) بازیکن فوتبال اهل مولداوی بود.
از باشگاه‌هایی که در آن بازی کرده‌است می‌توان به باشگاه فوتبال روستوف، باشگاه فوتبال اسپارتاک مسکو، باشگاه فوتبال اسپارتاک نیژنی نووگورود، و باشگاه فوتبال روبین کازان اشاره کرد.
وی همچنین در تیم‌های ملی فوتبال زیر ۲۱ سال مولداوی و مولداوی بازی کرده‌است.